# Вирсен, Стина
Стина Вирсен Хеденгрен (швед. Stina Wirsén Hedengren; 5 июня 1968, Стокгольм) — шведская художница, график, иллюстратор, писательница.

## Биография
В 1992 году окончила Колледж искусств, ремёсел и дизайна. Работала профессиональным иллюстратором.
Главная художница крупнейшей шведской газеты «Dagens Nyheter».
С 2000 года проводит лекции и семинары на международном уровне.

## Творчество
Ныне Стина Вирсен является одной из самых известных художниц-иллюстраторов Швеции.
Основное внимание уделяет детям в возрасте от 2 до 6 лет. Работала с детьми в разных странах мира, например, в Абу-Даби, Токио, Болонье, Умео, Стокгольме и др.
Написала и проиллюстрировала ряд детских книг, автор анимационных фильмов, занимается созданием различных модных брендов, реклам для универмагов и ресторанов, газет и журналов, рекламных кампаний.
Основатель целого направления в шведской иллюстрации. Её рисунки, драматичные и в то же время забавные, в точности отражают атмосферу книг и настроение героев.
Среди работ Вирсен:
- создание серии из 8 почтовых марок для почты Швеции, изображающих изделия разных шведских модельеров.
- создание серии графических иллюстраций для ООН, посвященной правам человека. Серия была выставлена в штаб-квартире ООН в Нью-Йорке к 50-летнему юбилею годовщины прав человека.
- иллюстрация Google Doodle, опубликованной / примененной на главной странице Google во всем мире в Национальный день Швеции в 2015 году.

Экспонирова свои работы на выставках в Национальном музее Швеции в Стокгольме, «Шведская мода 2000—2015» в Художественном музее костюма Свена Гарриса (Стокгольм), Центре искусства (Гоа, Индия), Шведском музее танца (Dansmuseet, Берлин-Стокгольм), в посольстве Швеции в Токио, Konstnärshuset (Стокгольм) и др.

## Избранные произведения
- Jag har fått en klocka! (1991)
- Sakboken (1995)
- Djurboken (1995)
- Liten och stor (1995)
- Tussas Kalas (1996) (в соавт.)
- Siffror och Nuffror (1997) (в соавт.)
- Hedvig! (в соавт.)
- Hedvig och sommaren med steken (в соавт.)
- Hedvig och Hardemos prinsessa (в соавт.)
- Hallå därinne! (2010) (в соавт.)
- En stjärna vid namn Ajax (в соавт.)
- Systern från havet (в соавт.)
- Full cirkus på Sockerbullen (2012) (в соавт.)
- Jag (2012)
- Серия детских книг — Rut och Knut
- Серия детских книг — Вэм (по мотивам которой в 2010 году создана серия анимационных фильмов, регулярно транслируемая по Sveriges Television.
- Серия детских книг — Brokiga

## Награды
- Премия общества газетного дизайна (1997)
- Премия общества скандинавских иллюстраторов (2001)
- Expressen Heffaklump Award за детскую литературу
- Stockholms Stads Kulturpris
- Nordiska Tecknares Pris
- Elsa Beskow-plaketten 2000 for «Rut och Knut ställer ut»
- Expressens Heffaklump 2007 for «Supershow med Rut och Knut» и др.